# 한국물가정보
한국물가정보 KPI (Korea Price Information)는 1970년 설립한 대한민국의 법인으로 각종 물품에 대한 가격정보를 제공하고 있으며, 국내 최초의 물가전문지를 창간했다.

## 연혁
- 1970.01 : 법인설립위원회 구성, 창립총회 개최
- 1970.11 :「종합물가정보」 문공부 등록 (제라 - 1393호)
- 1970.12 :「종합물가정보」 창간 (4·6배판, 150면, 횡좌철)
- 1971.01 : (사)한국산업경영기술연구소 설립인가 (상공부 제168호)
- 1981.03 : (사)한국산업경영기술연구소에서 (주)종합물가정보로 법인 변경
- 1987.05 : (주)종합물가정보에서 (주)한국물가조사회로 명칭 변경
- 1988.12 : (주)한국물가조사회에서 (사)한국물가정보쎈타로 법인 변경
- 1989.02 :「재무부고시 제89-7호」에 의거 원가계산기관으로 피지정
- 1989.05 :「재무부고시 제388호」에 의거 가격조사기관으로 피지정
- 1991.01 : (사)한국물가정보쎈타에서 (사)한국물가정보로 명칭 변경
- 1993.05 : 재무부에 조사기관 등록 (제93-4호)
- 2009.09 : 온라인 KPI 서비스 개시

## 데이터 인증
한국물가정보, 최고등급 데이터 인증(DQC-V) 획득 보관됨 2015-07-14 - 웨이백 머신 2013년 11월 27일(수) [아이티데일리]